# Witte wieven
Witte wieven (streektaal voor "witte vrouwen"; enkelvoud: wit wief, klik hierⓘ voor de uitspraak in het Nedersaksisch, ook: witte juffers, joffers, jomfers, widde juffers, juvvers, wiefkes, olde witten, guede holden of telewitten) zijn folkloristische wezens. Het is de naam voor vrouwenfiguren die in sagen voorkomen en soms goedaardig, soms kwaadaardig zijn.
Mistflarden of mistbanken worden in Noord- en Oost-Nederland ook wel witte wieven genoemd.
Witte wieven worden vaak in verband gebracht met heksen of spoken. De witte wieven hebben veel overeenkomsten met de Ierse sídhe, de Keltisch-Ierse banshee en de Spaans-Mexicaanse 'vrouw in het wit': la Llorona. Ook wordt verband gelegd met moerasvrouwtjes, feeën of elfen. Het woord elf komt overal in de Germaanse talen voor en lijkt oorspronkelijk 'wit wezen' te hebben betekend.

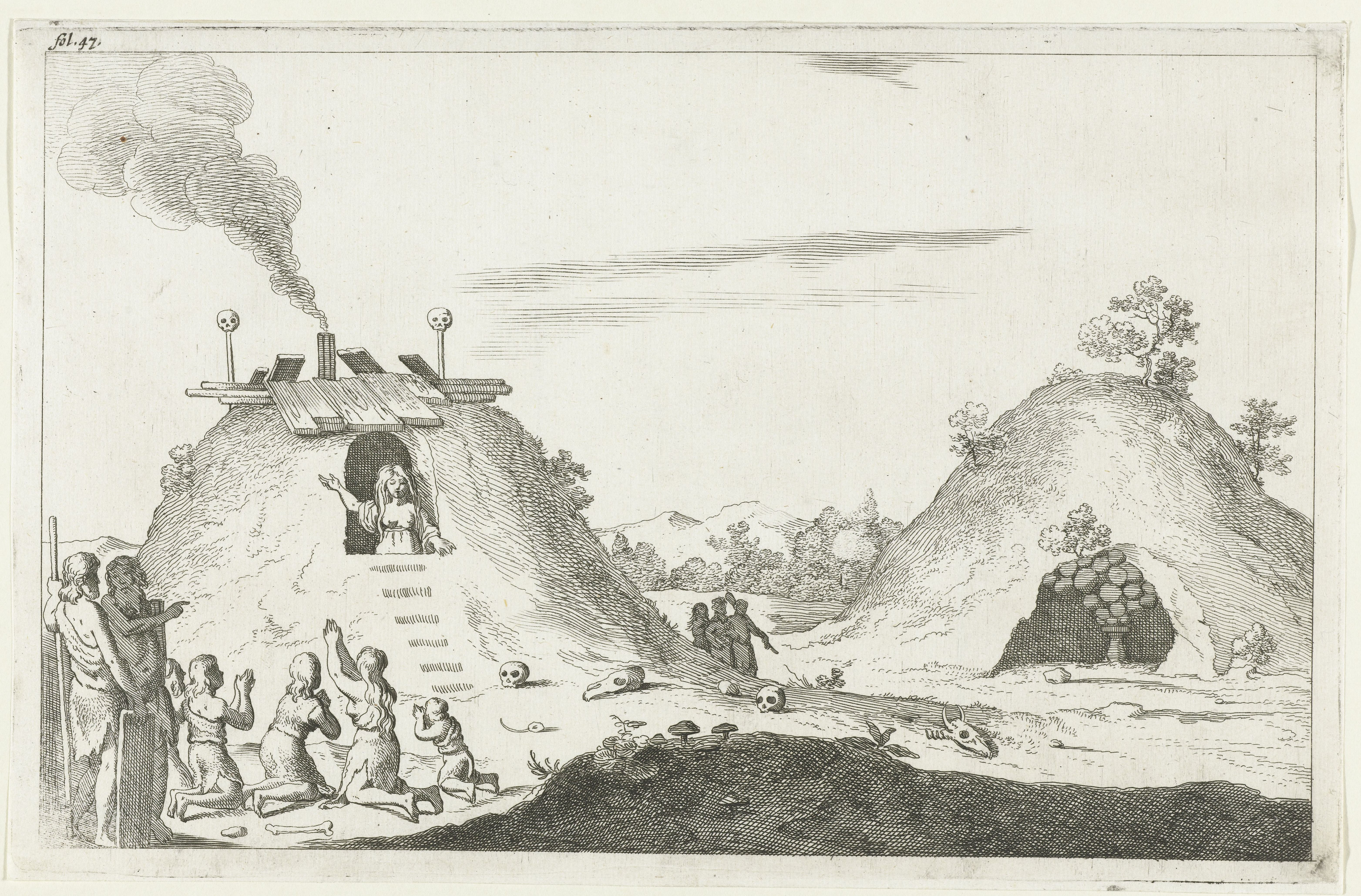
Witte wieven die, volgens Johan Picardt, grafheuvels bewonen op een ets uit 1660

## Oorsprong

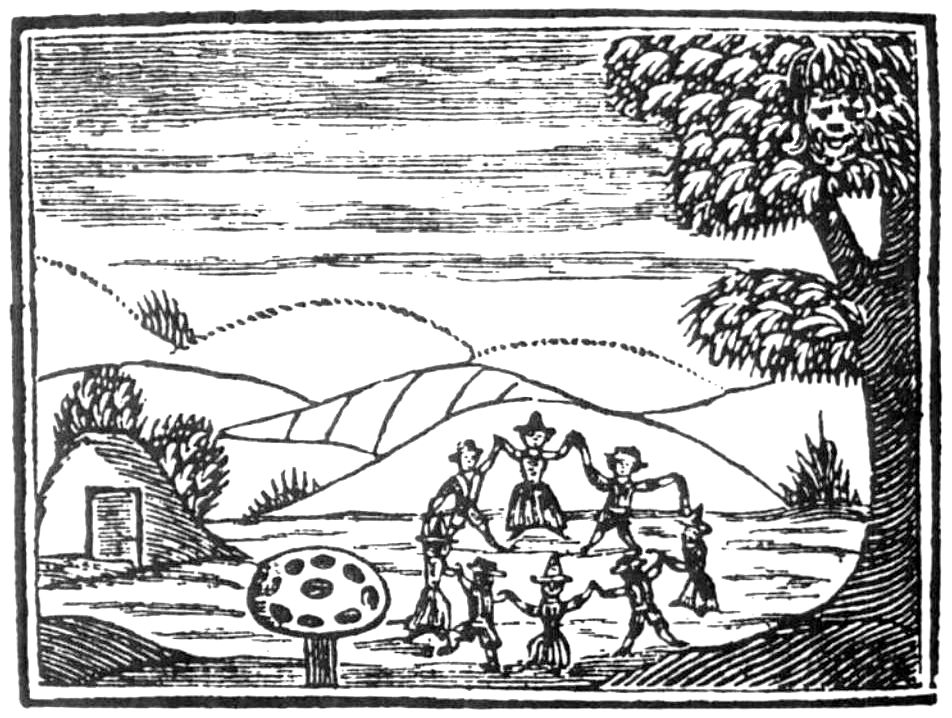
Feeën dansen bij een heuvel met een deur, 17e eeuw.

Het geloof in witte wieven vindt zijn oorsprong wellicht in de Germaanse tijd, al weten we dit niet zeker. Soortgelijke fenomenen in het volksgeloof worden aangetroffen in Indo-Germaanse cultuurgebieden, inclusief Romaanse talen en Gaelic. Megalithische monumenten als ganggraven, grafheuvels en hunebedden werden door sommigen als hun woonsteden gezien. Ook dolen witte wieven bijvoorbeeld bij mottekastelen en cairns. De heuvels liggen vaak met drie bijeen en worden ook wel wievenbelter genoemd. De witte wieven dansen over de heide of in het bos, hebben hun geld in hunebedden opgeborgen en weten precies waar kostbaarheden zijn verborgen in het bos. Ook komen de witte wieven voor bij moerassen.
Volgens de overlevering gaan ze vrijwel altijd in het wit of vuilwit gekleed, wat de naam zou verklaren. Er wordt een verband gelegd met wetende wijven, dus waarzegsters.

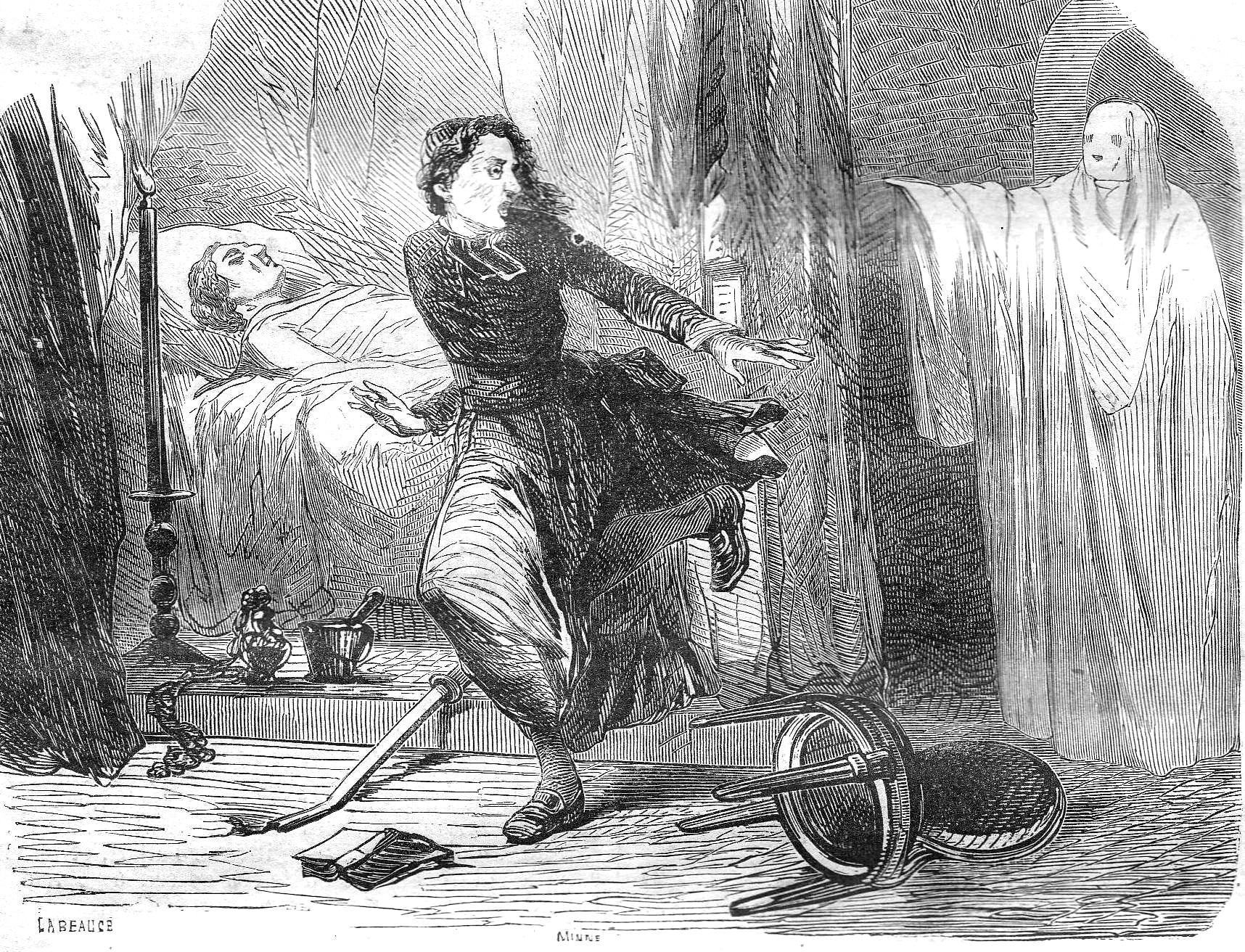
De verschijning van een dame blanche bij het bed van een stervende, Frankrijk, 1857

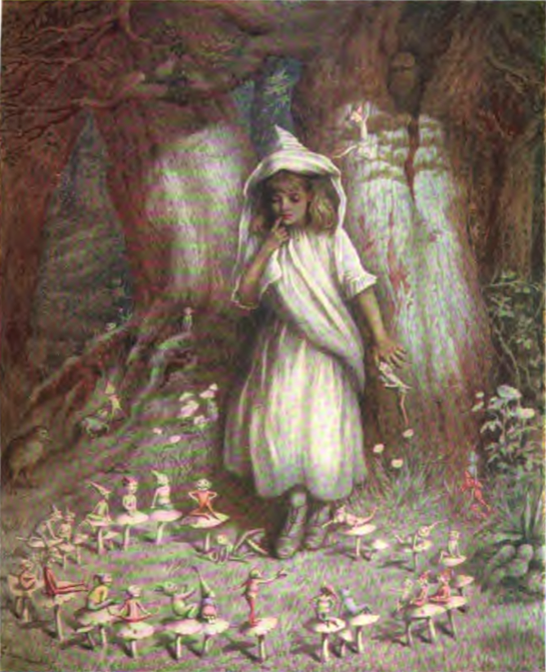
Kate Greenaway: De elfenring

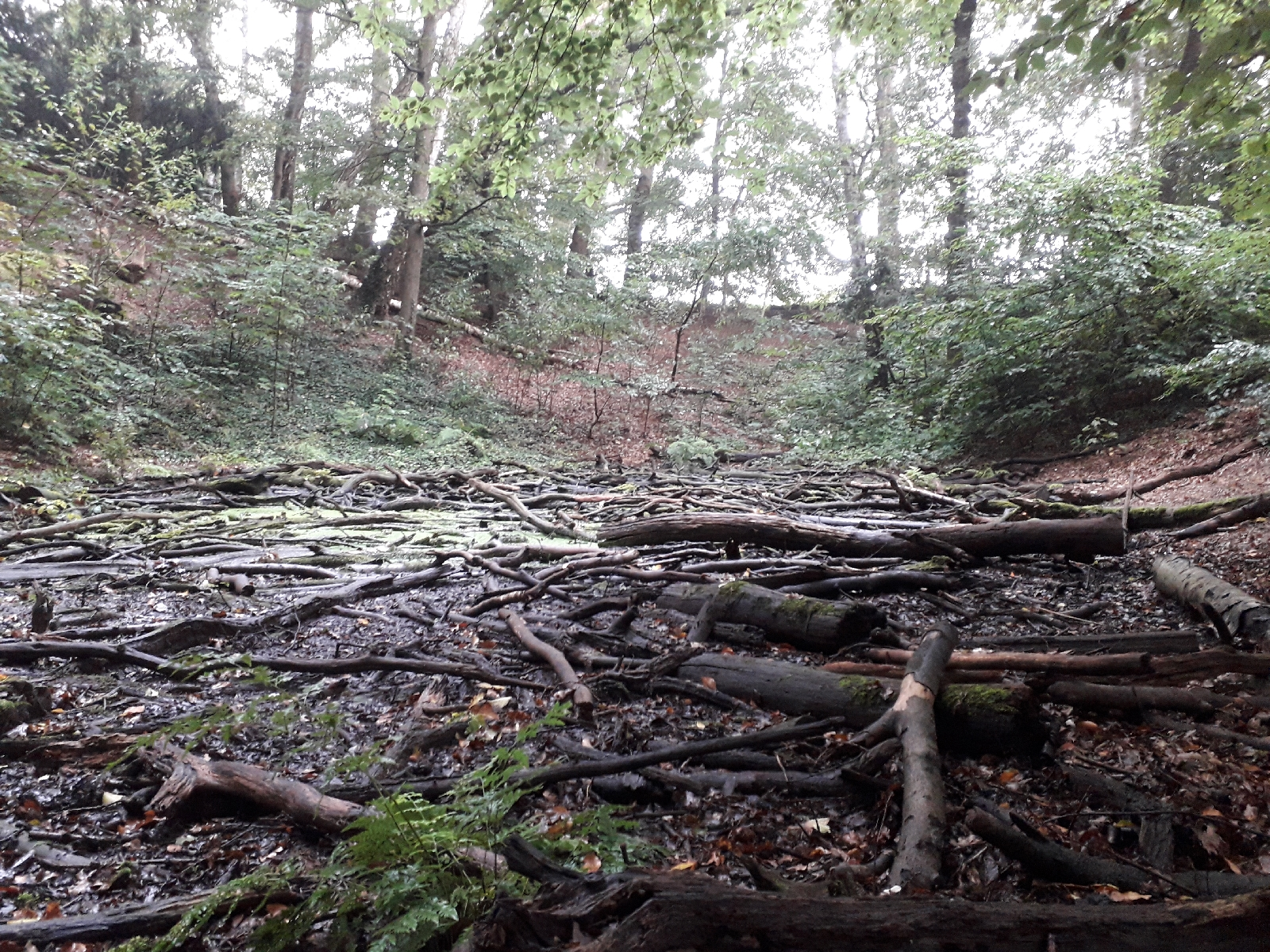
Wittewievenkoele tussen Barchem en Lochem

Witte wieven werden ook wel als de geesten van heksen gezien of als andere vrouwen die kwaad gedaan hadden. Behalve in hunebedden zouden de witte wieven in kleine heuveltjes en terpen hebben gewoond. Ze hadden daar de in- en uitgang naar hun holen. 's Nachts kwamen ze langzaam zwevend tevoorschijn. In Overijsselse sagen zijn witte wieven feeën die verschijnen als witte nevels op heide en moerasgronden. Ze verleiden mensen ze te volgen, met als resultaat dat deze mensen voor altijd verdwijnen. Dit kan een (door de eeuwen heen) verzachte versie zijn van het thema van witte wieven als aankondigers van de dood.
In laatmiddeleeuwse tekeningen van witte wieven komen hunebedden en grafheuvels voor. Ook dit verschijnsel verwijst naar de aankondiging van de dood.
Witte wieven wordt in het Duitse taalgebied ook wel vertaald als wijze vrouwen, ze worden in verband gebracht met de Völva. Völva bezaten kennis en kunde over seiðr, spá en galdr, praktijken waar sjamanisme, hekserij, profetie en andere vormen van magie aan te pas kwamen. Völva verleidden personen mee te gaan en waren bekend om het spinnen of weven. In een veertigtal graven hebben Scandinavische archeologen spinrokken gevonden, meestal in rijke graven met waardevolle grafgiften, hetgeen aantoont dat de Völvas tot de hoogste laag van de samenleving behoorden. Zie ook archeologische aanwijzingen.
In Nederland komen sagen over witte wieven voornamelijk voor in Oost- en Noord-Nederland (voormalig Saksenland), maar witte wieven zijn in vrijwel geheel Europa bekend. Zo heten ze bijvoorbeeld in Frankrijk dames blanches. In België was Madama Blanche de term voor een waarzegster. In Engeland zijn sagen bekend van white women, ook zij voorspellen geboorte en dood. De banshees in Ierland voorspellen eveneens de dood, en Duitsland heeft Weiße Frauen.
Ook de sídhe wonen in elfenheuvels of toverterpen, ze zijn te herkennen aan een witte huid en rode ogen. Het zien van een banshee (bean sídhe dat 'vrouw van de sídhe' betekent) voorspelt de dood. Ook een korrigan wacht in de nabijheid van hunebedden en dolmens slachtoffers op en steelt kinderen.

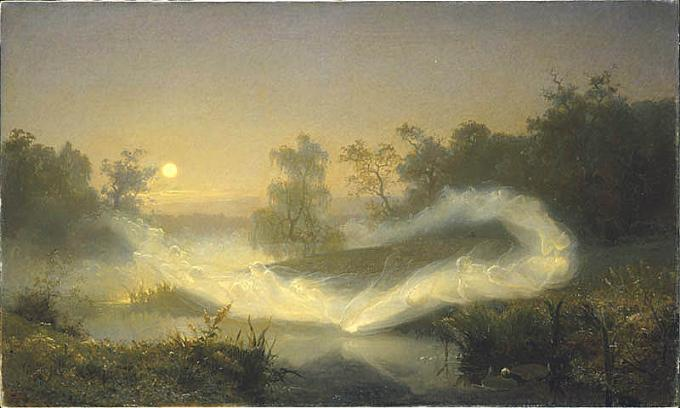
August Malmström (1829–1901): Dansende elfen op een meer, 1866

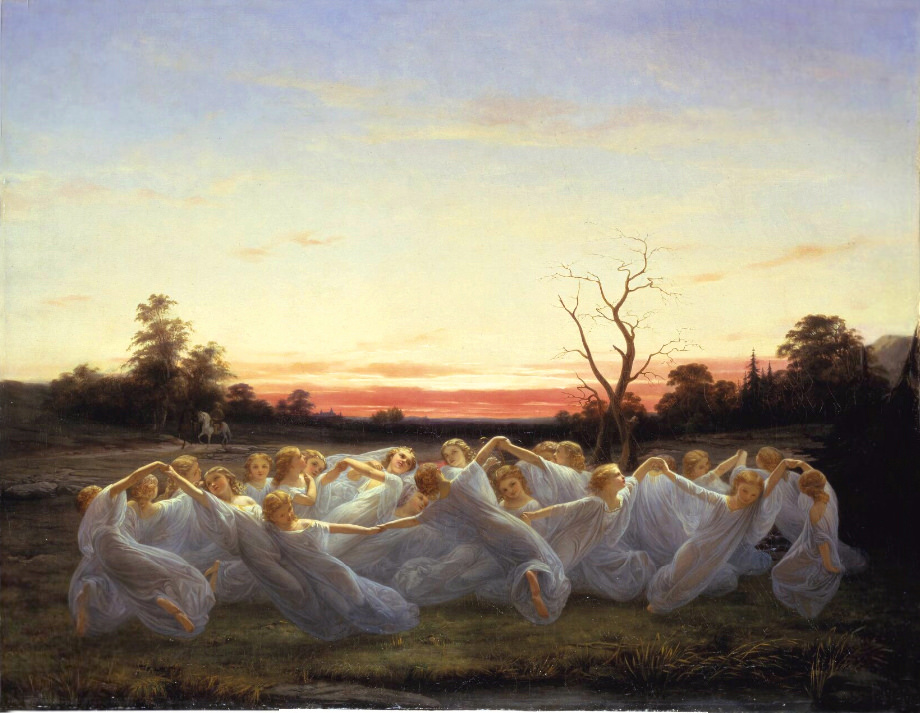
Feeën van de uiterwaarden, 1850

Het woord álf (meervoud álfar) komt van dezelfde Proto-Indo-Europese wortel als het Latijnse woord albus (wit). Deze oorspronkelijke betekenis is karakteristiek voor de alven in de Noordse mythologie, die hun lichtverwantschap behielden als hun goddelijke status.
Volgens Grimms Deutsche Mythologie kan de betovering waaronder ze lijden wellicht gezien worden als een symbool voor de ban die het christendom op het uitoefenen van het oude geloof legde. Dit is chronologisch problematisch.
Het heidense verschijnsel van de witte wieven duidt, mede door het ruime verspreidingsgebied van het fenomeen tot Duitsland, Engeland, Frankrijk en Ierland toe, op een gemeenschappelijk Indo-Germaans volksgeloof dat al aanwezig was voor de introductie van het christelijk geloof.

## Geloof
Sagen rondom witte wieven hebben soms betrekking op het omwisselen van baby's (zie ook wisselkind), het ontvoeren van vrouwen of hulp aan zwangeren bij de bevalling. Vaak speelt het spookuur een rol in verhalen over witte wieven.
Witte wieven zullen iemand die hen niet lastigvalt geen haar krenken en kunnen iemand helpen.
Geloof in witte wieven is een geval van volksgeloof, dat door de kerk tevergeefs bestreden werd.

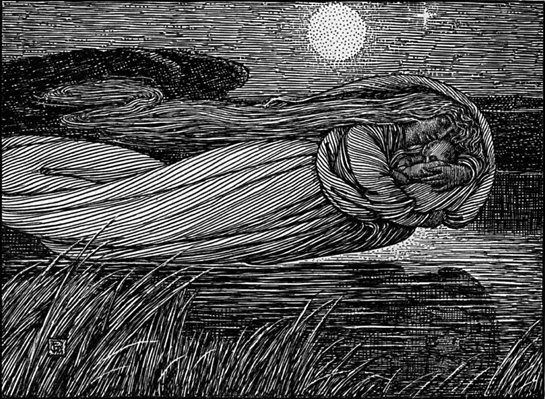
De Vrouwe van het Meer neemt de pasgeboren Lancelot mee,

## Voorbeelden van sagen

### Dalfsen
In het Overijsselse Dalfsen staat een huis genaamd de 'Witte Wieven':
Op die boerderi’je, veur det huus daor, kiek mar, daor stiet de name ‘De Witte Wieven’.
De boerderij behoort tot het landgoed Rechteren, waar een spookkamer is, die al eeuwen niet meer is geopend, omdat daar ooit een hondsdolle jager zou zijn opgesloten. De graaf reed veel met de auto langs de boerderijen en zag dan witte nevel. "Dat ben net van die koppen", zei hij.
Ook geloofde men dat in de aangrenzende buurtschap Rechteren (Rechterense Veld) witte wi(e)ven over de velden zweefden, alsook in Dalmsholte en Lemelerveld. Op de Damsholterweg ontsnapte 'Aorend' van een Vennenbärg. Aorend ging de weg van Heino naar Dalfsen nadat hij ontsnapt was aan de Fransen in Zwolle, omdat hij niet verplicht in militaire dienst wilde. In de schemering werd hij achtervolgd door de witte wieven. Zij stalen zijn paard en gooiden hem een haarspit toe, dat in de deur bleef hangen.

### Zwiep

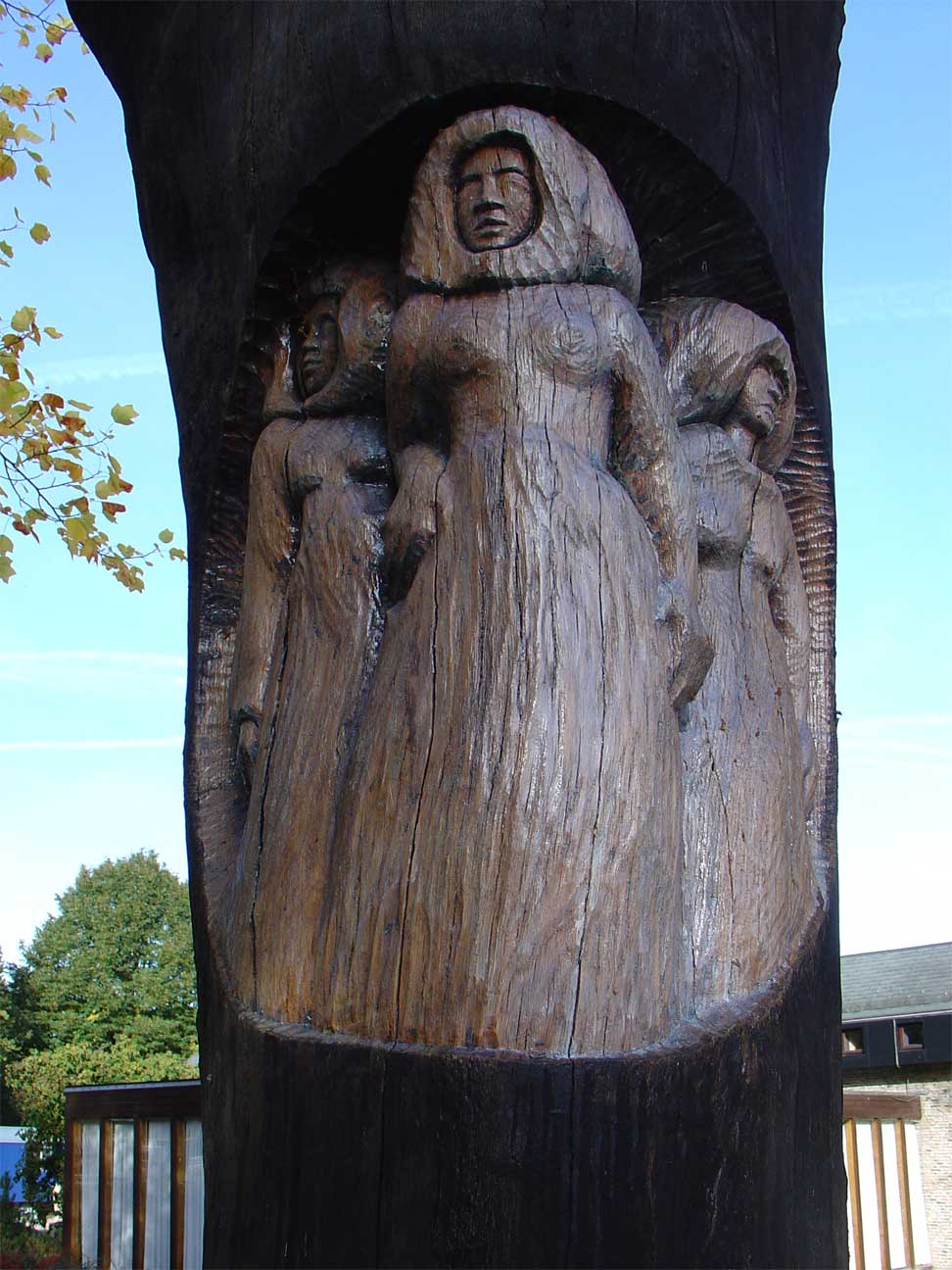
Witte wieven op de brink in Norg

In het Achterhoekse dorp Zwiep (bij Lochem) heeft de plaatselijke bakker een klein themapark gewijd aan de witte wieven. Op de noordelijke flank van de Kale Berg (bij de Lochemse Berg) is de Witte Wievenkoele, een diepe kuil waar men volgens oude verhalen in nachtelijke uren witte wieven tegen het lijf kan lopen. Tussen de toppen van de Lochemse Berg en de Kale Berg ligt een kwelplek, de Duivelskolk.
In de buurt van Lochem, Zwiep en Barchem werd vroeger vaak de sage van de witte wieven van Zwiep verteld; een verhaal over de rijke boerendochter Johanna die verliefd is op een arme boerenzoon. Johanna's vader wil dat zijn dochter met een rijke boerenzoon trouwt en verzint voor de rivalen een opdracht waarbij ze de rust van de witte wieven moeten verstoren.
In een diepe kuil bij de Koerbelt wonen drie witte wieven. De oudste is meesteres over alle witte wieven van de Veluwe, Salland, de Achterhoek en Twente. Overdag zijn ze één met het zand, 's nachts komen ze naar boven. Herbert en zijn zus Aleid zijn niet bang als kind, maar worden door het buurmeisje Johanna gewaarschuwd. Herbert komt lang niet bij de kuil, maar later komt hij er toch 's nachts voorbij. Het oudste witte wief laat hem uit de wittewievenbult vertrekken en Herbert vraagt Aleid om een Driekoningenkoek (zie ook Koningentaart) te bakken en samen brengen ze dit naar de kuil.
Herbert en Johanna horen bij elkaar, maar Albert wil ook haar hand. De moeder van Johanna heeft een voorkeur voor Albert en beide mannen moeten middernacht naar de wittewievenbult gaan, om daar elk een haarspit in te gooien. Albert koopt een duur paard en komt uit het oosten, Herbert komt met een oude knol vanuit het westen. Albert durft echter niet en Herbert weet aan het witte wief te ontkomen. Hij vindt nog een gouden bord en krijgt, nu zelfs rijker dan Albert, de hand van zijn geliefde.

### Tubbergen
De witte wieven van Tubbergen lijken op de witte wieven van Lochem, ze zijn kwaadaardig met scherpe nagels en ze houden van de jacht. Ze lopen in gelijkmatige, glijdende passen en zijn in dichte drommen aanwezig.

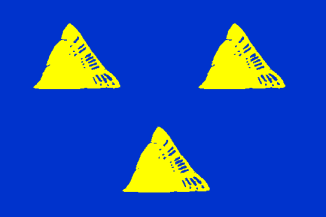
Het wapen van Tubbergen; drie bergen van goud

Een vrouw haalt water en wordt door twintig witte wieven meegenomen om te dansen op de bergen. Haar man blijft met hun kind achter en hij denkt dat de buurvrouwen voor het kind zorgen. Na een tijdje blijkt dit niet zo te zijn en hij doet alsof hij naar zijn werk gaat, maar blijft naast het huis wachten. Hij hoort de stem van zijn vrouw, maar ziet haar niet. Hij overlegt met de buren en ze besluiten de vrouw te bevrijden, met een kar gaan ze op weg en als de witte wieven komen verrassen de verstopte mannen hen. Ze schieten op hen en de witte wieven vluchten weg.
Ze vinden de vrouw in een sloot en ze nemen haar mee naar huis. De nevelen volgen hen en dreigen dat de vrouw voor eeuwig gevangen zal worden in de sluier als ze nu niet vrijwillig mee gaat. Als iemand de woorden "weg jij varken..." spreekt, zal de vrouw weer naar de witte wieven gaan. De vrouw blijft thuis, maar is stil en lusteloos. Ze zorgt niet voor haar kind, dit doen de buurvrouwen. Ze vraagt haar man om iedereen te waarschuwen over de verboden woorden. Ze leven in angst en af en toe komt een wit wief langs het huis, de vrouw staart meestal wezenloos in de ruimte.
De vrouw begint te verlangen naar het einde van het wachten en na een paar dagen scheldt de knecht per ongeluk op een varken. Hij loopt snel naar de boer en vertelt dat hij de woorden heeft gezegd. Er is geen spoor meer van de vrouw, de vloek heeft zich voltrokken en ze danst met de witte wieven op de heuvels. De vrouw huilt veel en heeft gouden oorbellen en parels om haar hals.

### Montferland

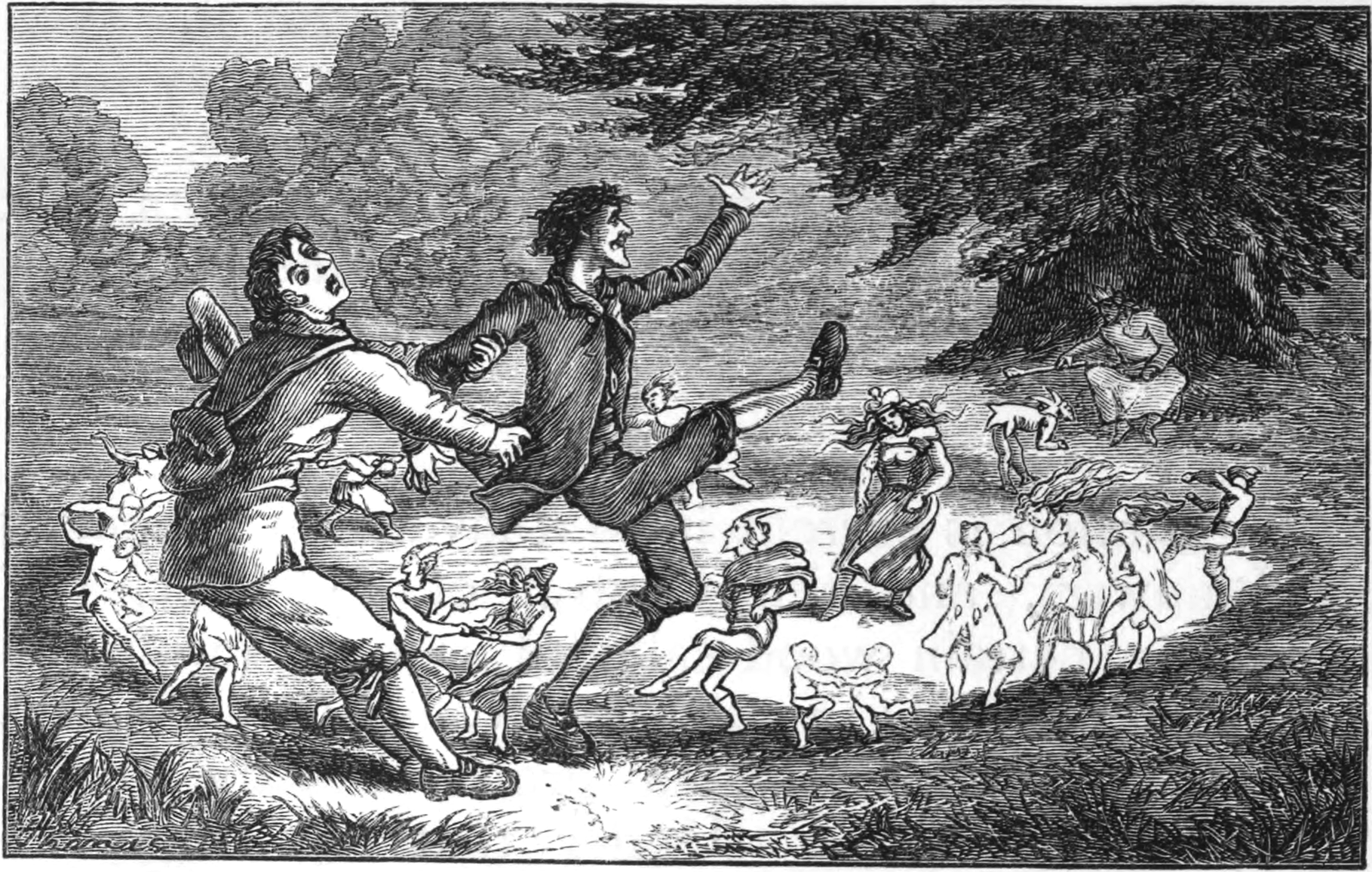
Een man redt zijn vriend uit de greep van een feeënring, 1860

Een sage uit Montferland vertelt het verhaal van een boer op een feest die, als hij dronken is, een vrouw in het wit vraagt om met hem te dansen. Ze pakt hem bij zijn armen en danst. De boer trekt het niet en krijgt een hartaanval.
Een ander verhaal vertelt over een voerman uit Beek, die ook sterft na met de juffer gedanst te hebben. Zij wordt echter niet meer gezien sinds een ijzeren geldkist in de mesthoop bij het boswachtershuis is opgegraven.
Een ander die de witte juffer bespot wordt met paard en wagen omgegooid. Op de Montferland (heuvel) ligt het grootste mottekasteel van Nederland.

### Veluwe
Op de Veluwe zijn een paar plekken waar de sagen van de witte wieven voorkomen, bijvoorbeeld in Putten en Ermelo.
Volgens een legende zitten de witte wieven in Armel (Ermelo) achter een heuveltje en komen 's nachts tevoorschijn.

#### Ermelo
Rond middernacht klinkt klokgelui door het bos. Het is afkomstig van een verzonken klooster, waarin de monniken vroeger hun ziel aan de duivel verkocht hadden en ze feest vierden met de heksen. In de kaarstnacht strafte God ze met een heftig onweer, waardoor het klooster met zijn bewoners in de aarde zakte. Tot op de dag van vandaag zijn de klokken te horen en menig boer controleert dan of hij de deur wel goed vergrendeld heeft.

#### Putten
Van "de grote Kees" wordt verteld dat hij witte wieven heeft gezien. Toen hij nog jong was ging hij tegen middernacht na familiebezoek naar huis. Onderweg moest hij door een moerassig land, de "breistroet", waar een bruggetje over een beek liep. Midden op de brug zag hij de witte wieven. Hij kon zich niet meer bewegen en drukte zich met de rug tegen de brugleuning. Kalmpjes aan zweefden ze dichterbij en gingen langs hem heen over de brug. Na enige tijd kon hij zich weer bewegen. Nat van het zweet, aan elk oor hing een druppel, kwam hij thuis.

### Lonneker

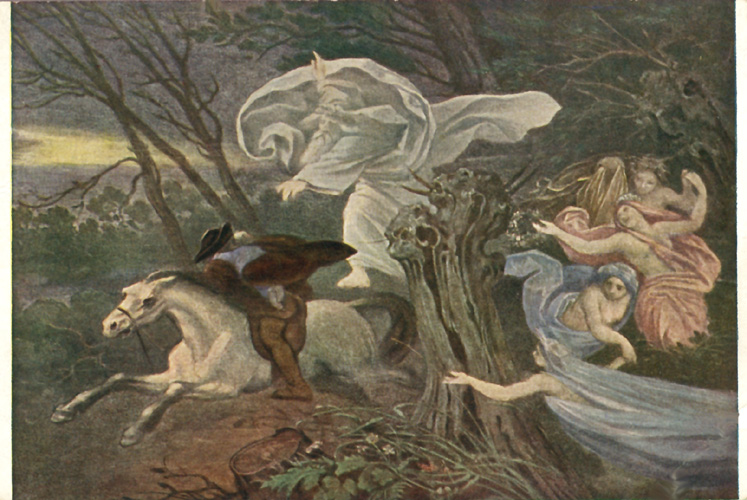
Erlkönig, een vader probeert zijn zoontje te beschermen tegen de Elfenkoning en zijn dochters, Moritz von Schwind, 1917

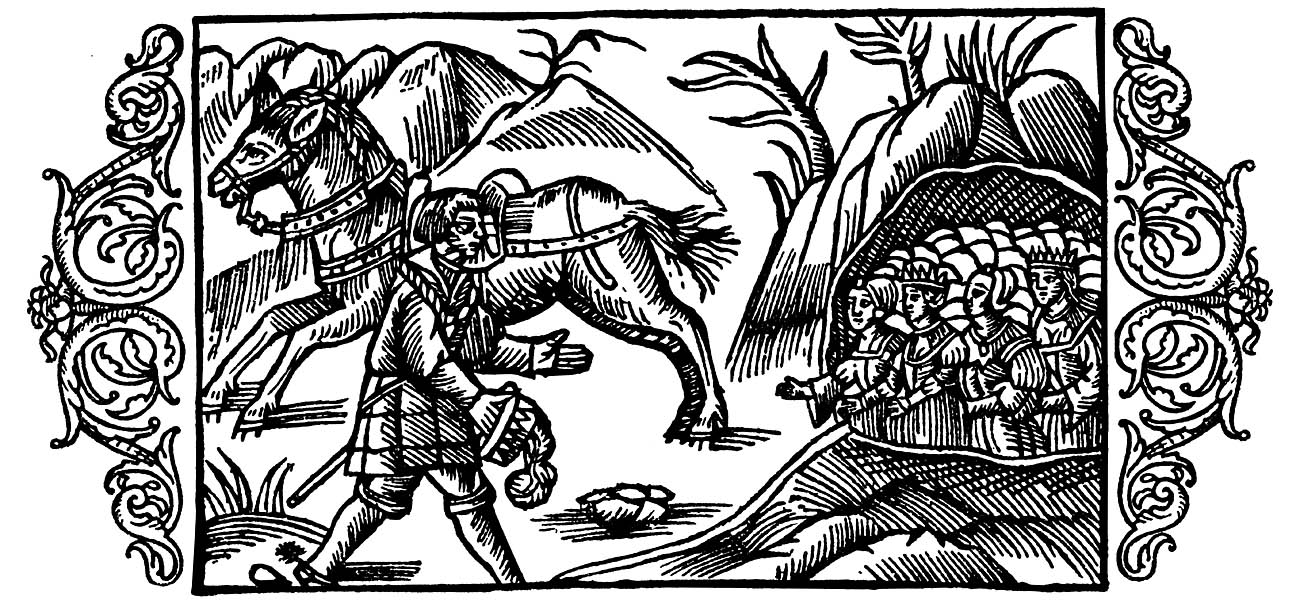
Een koning zoekt de hulp van de feeën, Olaus Magnus, 1555

De "witten" wonen in een holenpaleis nabij Lonneker, ze eten en drinken van gouden tafels en zilveren borden. Op nevelige zomeravonden, als de maan schijnt, dansen ze in sluierlichte witte gewaden op de hei. Als heidense vrouwen moesten ze onderdoen voor de eerste de beste boerin en enkelen willen niks liever dan verlost worden. Elske komt 's avonds op de terugweg van haar werk vaak een wit wief tegen. Ze laat haar drinken van de verse melk en op een dag krijgt ze een ring van het witte wief. In geval van nood kan ze deze wonderring gebruiken. Elske draagt de ring altijd bij zich, niet om haar vinger maar in haar kleding. Als Elske met haar vrijer Tiemen laat in het veld gebleven is, gaat ze alleen naar huis. Ze komt in een kring met witte wieven terecht. De koning van de witten, Elverik, wil een jonge vrouw uit de bovenwereld.
Tiemen droomt van Elske en wordt wakker door het gebons van Elske's vader. Hij vertelt dat zijn dochter niet terug is gekomen en ze gaan op zoek. Ze vinden slingerende kringen die naar de wievenheuvels lopen en beseffen dat het zomerdansfeest van de witten bij het licht van de maan heeft plaatsgevonden. Elske is meegevoerd naar de ondergrondse woningen. De vader denkt aan een verhaal over een vrouw uit Geesteren, zij mocht elke dag naar de bovenwereld om voor haar zoontje te zorgen en werd later bevrijd. Elske's vader besluit naar een oude herder te gaan die in zijn jeugd zelf bij de witten heeft gewoond.
Elske wordt goed behandeld, alhoewel ze de zon mist. Op de avances van koning Elverik gaat zij niet in, ze blijft Tiemen trouw. Het witte wief dat melk kreeg van Elske is altijd in de buurt en kijkt met troostende ogen naar haar. De mensentaal spreekt zij niet. Tiemen heeft geleerd hoe hij de kracht van het kwade breken kan en gaat met rinkelende belletjes naar de wievenheuvels. Uit een paar takken van een taxus heeft hij een christelijk kruis gemaakt en hij plant dit op de hoogste heuvel.
Tiemen graaft en het licht komt in de onderwereld. De wezens vluchten voor het zonlicht en Elske blijft staan. Tiemen en Elske nemen zoveel goud als ze kunnen dragen mee en de bruiloft wordt al spoedig gevierd. De oude herder krijgt de ereplaats naast de bekranste vaars die niet als huwelijksgift mag ontbreken. Voor middernacht is het feest afgelopen, want de maan schijnt en de witte wieven zouden wraak kunnen nemen.

### Luttenberg
De witte wieven van Luttenberg woonden in een zandkuil die nog steeds te zien is. In Luttenberg gaan verschillende verhalen over de witte wieven. Deze vertonen kenmerken van de aloude heksen, maar hebben toch ook menselijke trekjes. Ze stammen af van de Germanen waar de witte of wijze vrouwen in hoog aanzien stonden. Talloos zijn de verhalen over de haat-liefdeverhouding tussen de inwoners van Luttenberg en de witte wieven die in bosjes en kuilen in en rondom de Luttenberg heten te huizen. Meestal waren de witte wieven de mensen wel behulpzaam, maar men diende hen dan wel te vriend te houden. En wee degene die hen dwarszat of treiterde, hij kon op hun wraak rekenen.
Zo was in Luttenberg de hele buurte te gast op de bruiloft van een van de grootste boeren aldaar De hele buurte, behalve de witte wieven die op de Luttenberg huisden. Een knecht van de boer, een jonge praatjesmaker, zei dat hij hen wel zou noden. Hij reed te paard de Luttenberg op en gooide een braadspit tussen de struiken. In plaats van de traditionele uitnodiging voor de brulfte zei hij: “Witte wieven wit, ik breng oe een spit. Zee daj’ t gebroad er bi-j kriegt. Razend van woede renden de witte wieven de knecht achterna. De knecht joeg z’n paard zo hard hij kon naar omlaag en schreeuwend van angst tuimelde de praatjesmaker bij de boerderij de delle binnen.
De witte wieven hadden hem bijna te pakken gekregen, maar eenmaal onder dak was de knecht veilig. Het witte wief kan immers niet onder een gebouwd dak komen. Ze konden niets meer doen dan een stuk van de paardenstaart snijden. Het dier had nog geluk dat ze hem in hun woede niet de hele staart uitrukten zoals elders wel was gebeurd.

## Andere plaatsen in verband gebracht met Witte Wieven

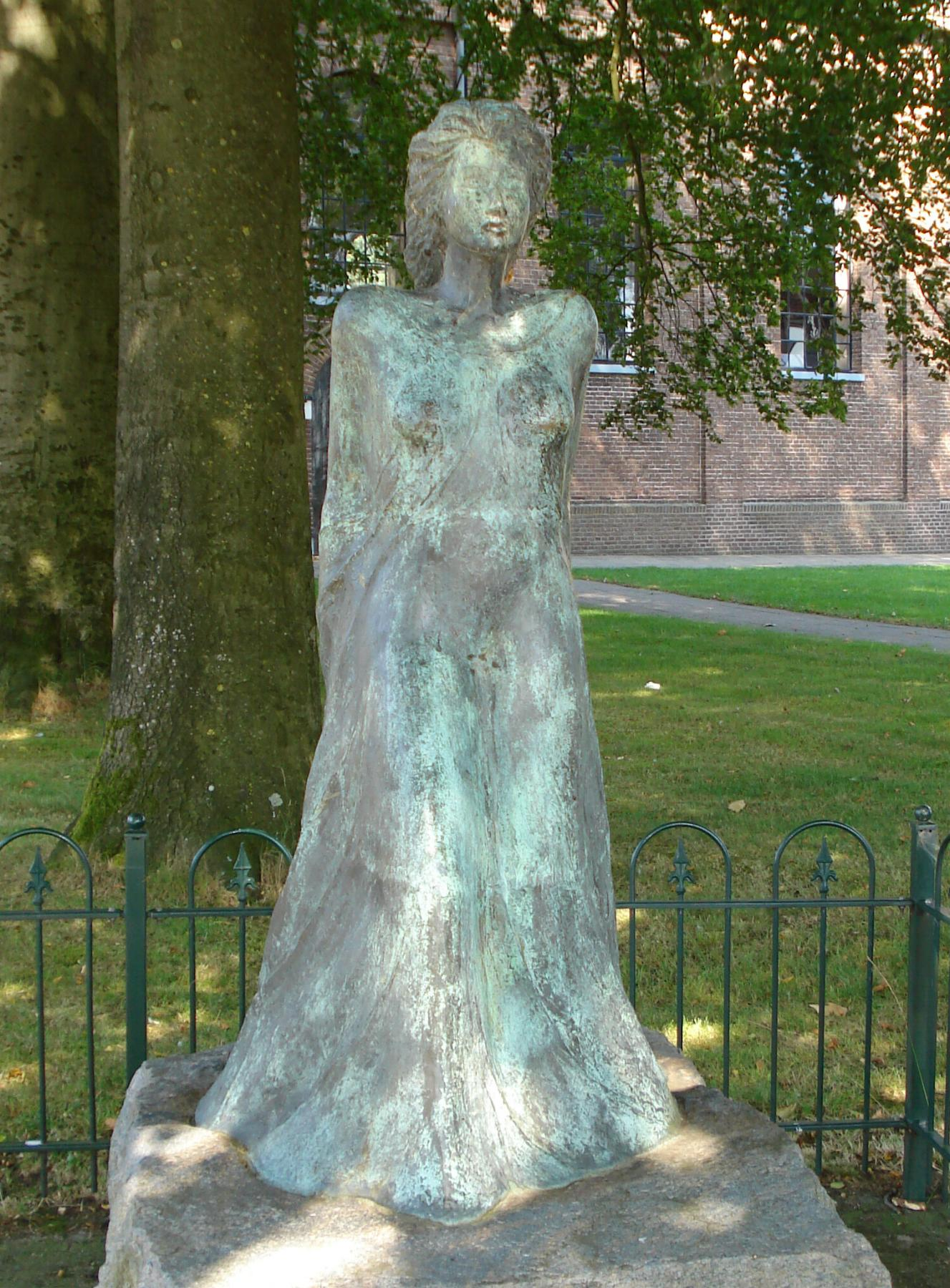
Cilie de Nevelhekse, Hollandscheveld

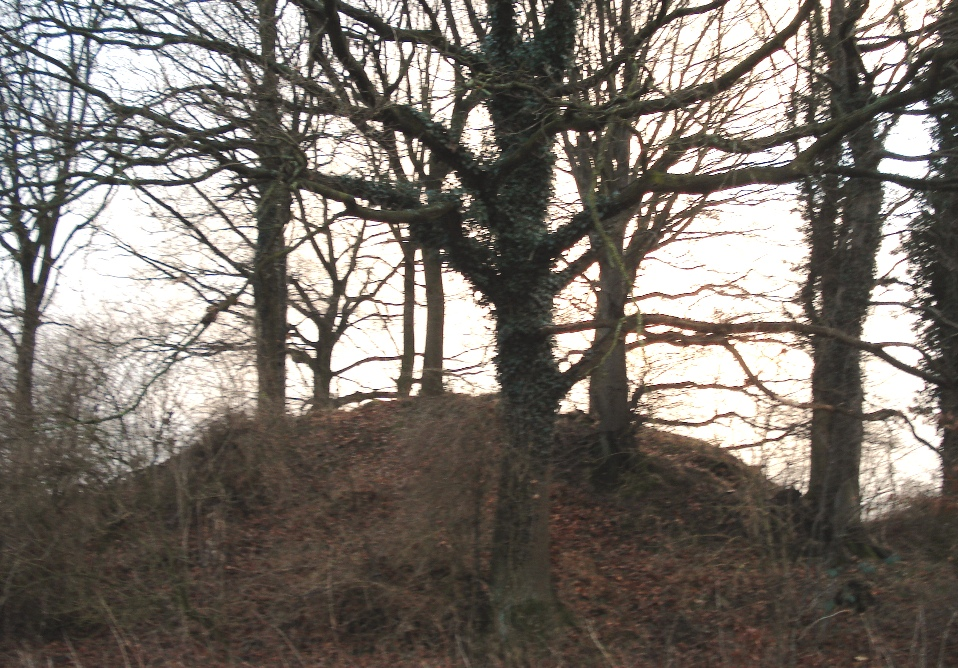
De Wittwieverbarg is een grafheuvel bij Eutin in Kreis Ostholstein in Sleeswijk-Holstein.

- Ede - Landgoed Kernhem[14] (met grafheuvel met doolhof)
- Eefde - Wittewievenbult (witte wieven dansen iedere kerstnacht op de heuvel)
- Enschede - Lonnekerberg (Twente)
- Hoog Soeren[15] De Jufferboom (en heuvel) wordt in verband gebracht met de Urthensula (zuil van Urth[16][17][18] (zie ook dwaallicht).
- Hollandscheveld - Cilie de nevelheks[19] verdronk zichzelf volgens de verhalen.
- Havelte - De juffer van de Blankenberg kreeg witte heide[20]
- Renkum - De witte juffer van Kwadenoord liet een dertiende loper maken[21]
- Vorden - De Mosselse enk (zie ook Het verhaal van Schele Guurte).
- Het mottekasteel Gebroken Slot[22]
- Bij Overslag spookt een witte juffer[23]
- In Riethoven spookte tussen twaalf en één een witte slotjuffer bij het kasteel.
- Op het Taekeland in Harkema spookt een witte juffer.
- Bij de wite juffer (een molen) bij Hommerts spookte een witte juffer.[24]
- Bij de Foksegatten bij Quatrebras spookte een witte juffer.
- Bij de Skilige Piip bij Veenwouden spookte een witte juffer en bij de Godleas Singel spookte een witte dame.
- Bij de Linge spookten witte juffers[25]
- Een tumulus op de Alberger hei bij Albergen[26]
- De grafheuvel Hersenberg[27]
- Gieten
- Dunningen
- De Wijk
- de weg van Gees naar Zwinderen
- Gasteren
- Oudemolen
- Elp
- Lhee
- Zeegse
- de Ekelenberg bij Zuidwolde
- de Hunneglooberg bij Ruinen
- Westerbroek; de widde juvver spookte rond en klaagde dat haar henneklaid (doodskleed) te lang was. Nadat iemand dit henneklaid met een schaar korter gemaakt heeft, verscheen ze niet meer. Het pad om de boom waar ze altijd verscheen is volgens de verhalen nog duidelijk te zien. Degene die het henneklaid korter maakte, had nadien veel geluk in zijn leven.
- Pieterburen; drie widde juvvers spoken op de Heksenloan nabij de borg Dijksterhuis, ze hebben een toorts in één hand en in de andere een zweep met bloed.[28] Op het terrein van de borg zelf spookt een Moriaan die onthoofd werd nadat hij een dienstmeid en haar minnaar had vermoord.[29]
- De juffer van Steenhuis Bunderhee kwam niet meer spoken nadat runetekens van de eiken balk, volgens de verhalen ooit aangebracht door een wikwief, werden verwijderd.

## Witte Wieven in media

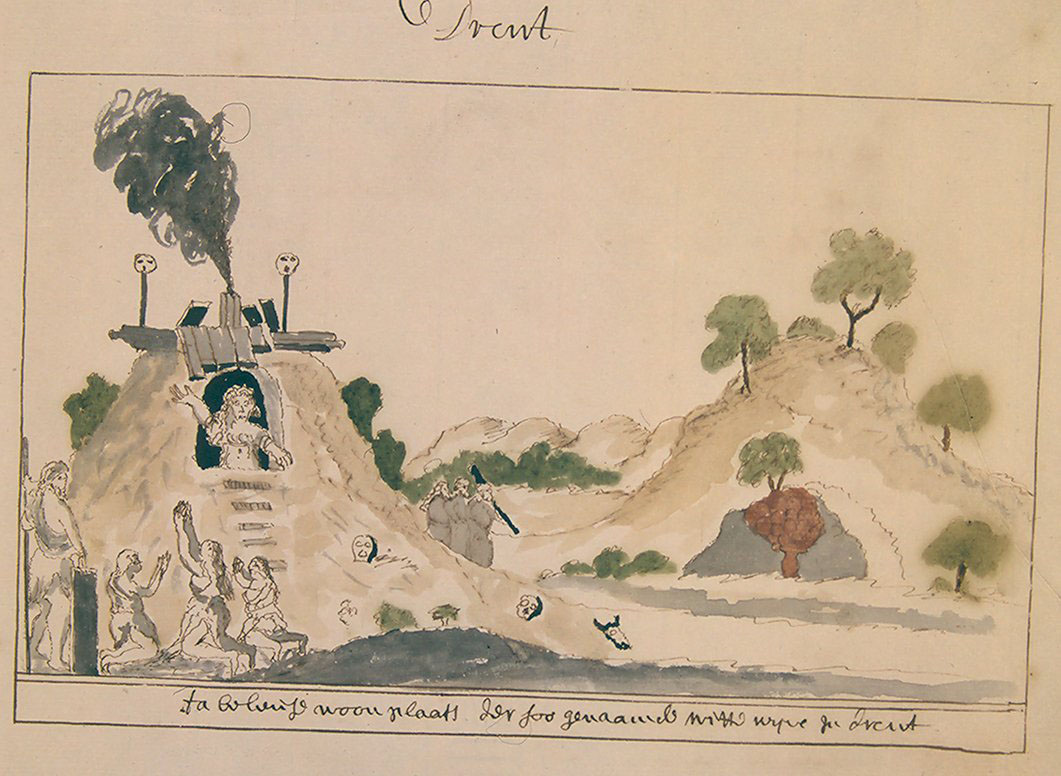
Aabelenge woonplaats der soo genaamde witte wijve in Drent, Atlas Schoemaker: Drenthe, 1710-1735

- Een van de sagen wordt verteld in het Suske en Wiske album Het Witte Wief, dat op 1 februari 1991 verscheen. Dit stripalbum speelt zich af in en rond de Gelderse plaats Ede. In 2001 volgde een dialectversie, uitgegeven door de Twentsche Courant Tubantia, samen met de oorspronkelijke Standaard Uitgeverij. Ook verscheen van deze stripserie De jolige joffer.
- De Twentse cabaretier Herman Finkers besteedt er aandacht aan in zijn animatiefilm "Kroamschudd'n in Mariaparochie". In 2006 tijdens het tweede seizoen van de populaire regiosoap "Van jonge leu en oale groond" komen er ook tot twee keer toe 'witte wiev'n' voor bij het overlijden van Gerrit Olde Weerink, toevalligerwijs gespeeld door Herman Finkers.
- De Nederlandse black-metalband Carach Angren heeft hun eerste album, Lammendam, geheel gewijd aan de verhalen omtrent de witte juffer van de Schinveldse Bossen.
- De Witte Wieven spelen een grote rol in de attractie 'Baron 1898' in Attractiepark de Efteling waarin ze het goud van de mijn bewaken en zogenaamd uw rit saboteren. Hierdoor "valt" de mijntrein direct na de optakeling bijna loodrecht vanaf een hoogte van 37,5m naar beneden alvorens aan zijn rit te beginnen.
- De Witte Wieven in Luttenberg komen terug in een item over Halloween in Overijssel door RTV Oost op 30 oktober 2015.[30]
- In het Sinterklaasjournaal werd in 2015 verteld dat Sinterklaas ooit twee kinderen had gered die op de hei rondliepen en anders wellicht prooi waren geworden van de witte wieven. Ook werd een magische steen getoond, afkomstig van een wittewievenschat in een hunebed. Sommige protestantse scholen besloten vanwege dit occulte element het Sinterklaasjournaal te boycotten.

## Etymologie
Over de precieze herkomst en betekenis van "wit" in dit verband bestaat onduidelijkheid; het zou een verwijzing kunnen zijn naar in het wit geklede priesteressen en/of terug kunnen gaan op de Indo-Europese wortel wid, "weten", en dan moeten worden vertaald als wijze vrouwen.

## Trivia

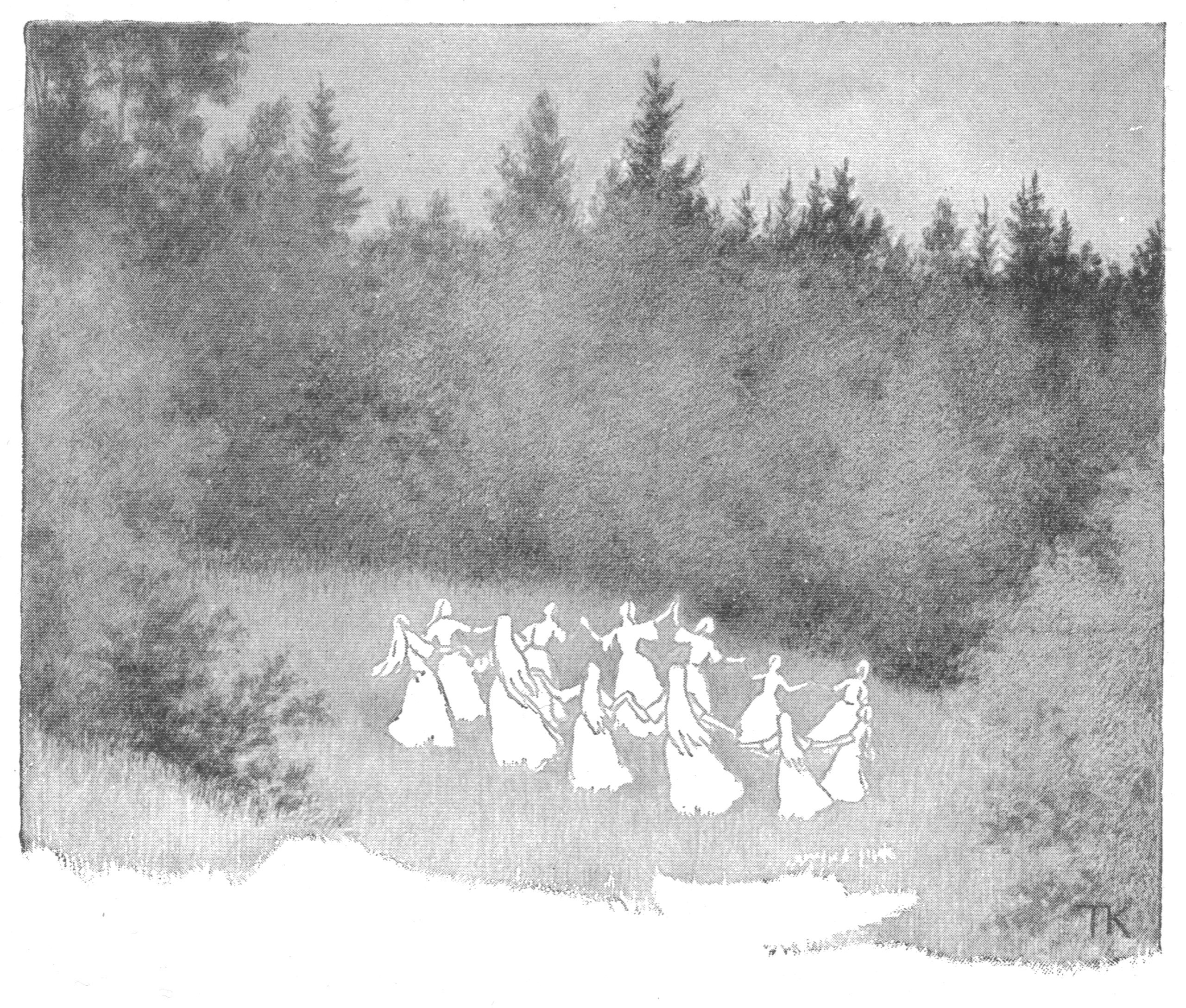

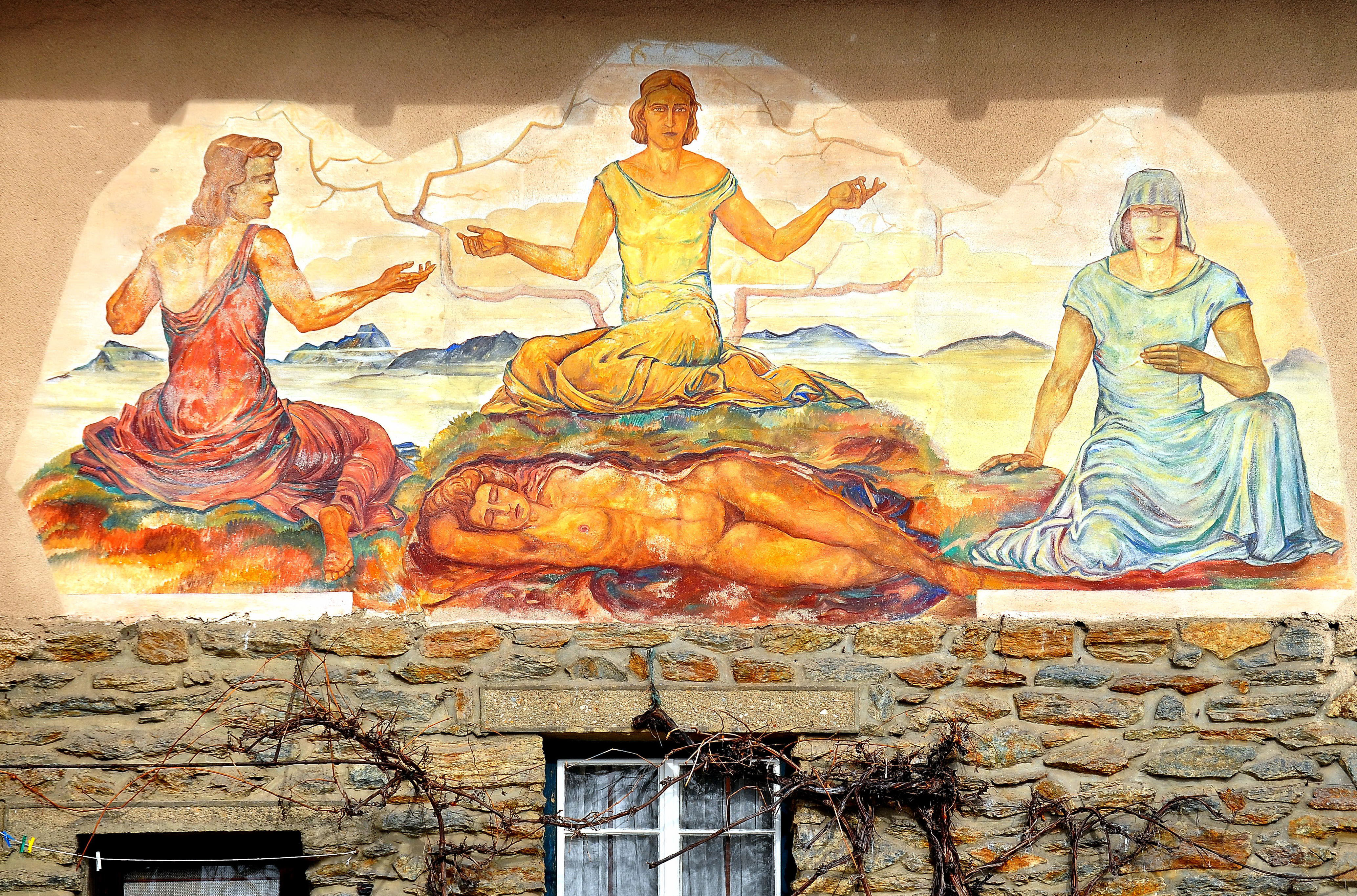
De drie nornen

- Het werpen van een haarspit speelt af en toe een belangrijke rol in sagen (zie ook: zeis). Dit verhaalmotief komen we ook tegen bij de sage van Ellert en Brammert.
- Ook de Mexicaanse La Llorona is een witte vrouw, zij wordt ook in verband gebracht met de dood van kinderen.
- De Duitse Perchta wordt "witte vrouw" genoemd, Jacob Grimm beschreef Frau Bercht, een vrouwelijke geest uit de tiende eeuw. Zij droeg een wit kleed en controleerde het spinnen en weven.
- Vrouw Holle maakt sneeuw door haar bed op te schudden volgens de volksverhalen. Holda wordt "De Witte Dame", maar ook "De Zwarte Grootmoeder" genoemd, dit heeft overeenkomsten met het sprookje over Vrouw Holle.
- Frigg; men zegt dat zij de nevels en gaswolken heeft geweven of gesponnen, zie ook Orionnevel. In Scandinavië staat het sterrenbeeld Orion bekend als "Friggs spinnewiel of spinrokken" (Friggerock). Sommigen wijzen erop dat dit sterrenbeeld op de hemelequator staat, zodat het draait in de nachtelijke hemel. Dit zou de associatie met het spinnewiel van de hemelgodin kunnen hebben teweeggebracht.
- Cailleach, wast haar plaid en dit wordt de sneeuwdeken.
- Kabouters worden in enkele streken ook witte of witje genoemd en wonen soms in grafheuvels. Een haspelend kaboutervrouwtje zal menigeen doen denken aan de spinnende witte juffers.
- In Groningen zijn verhalen bekend over een kabouter die drie wensen laat uitkomen. In andere versies gaat het om een witte juffer.[28]
- De nornen beheren de levensdraad. Dit doen zij door te vlechten, te weven of te zingen.
- De jeneverbes speelt een belangrijke rol in vele volksverhalen (zie bijvoorbeeld Van de wachtelboom). Witte wieven zouden in deze conifeer wonen. Ook in een versie van "Elske en de witte wieven" wordt de jeneverbes genoemd.[31]
- Als de Yuki Onna bedreigd wordt kan ze in nevel of sneeuw veranderen.
- In de Nederlandse vertaling van de Harry Potter-reeks noemt een rockband zich De Witte Wieven. Deze band treedt op tijdens het Kerstbal van het Toverschool Toernooi dat op Zweinstein wordt gehouden tijdens Harry's vierde leerjaar.
- In 1885 werd een Jydepot opgegraven bij de Stemberg, dit is een vrij platte en bolle schaal van aardewerk uit Denemarken uit het eind van de 16e of 17e eeuw. Het betrof vermoedelijk een begraving van beenderen. Archeoloog Wijnand van der Sanden beschrijft dat ongedoopte baby's niet op een kerkhof begraven mochten worden. Ook kon het dienen als offer aan de witte wieven of vergelijkbare bovennatuurlijke wezens.[32]